# Cypress Hills Interprovincial Park
Cypress Hills Interprovincial Park är en park i Kanada.   Den ligger i provinsen Alberta, i den södra delen av landet, 2 600 km väster om huvudstaden Ottawa. Cypress Hills Interprovincial Park ligger 1 422 meter över havet.
Terrängen runt Cypress Hills Interprovincial Park är kuperad åt nordväst, men åt sydost är den platt. Cypress Hills Interprovincial Park ligger uppe på en höjd. Trakten runt Cypress Hills Interprovincial Park är nära nog obefolkad, med mindre än två invånare per kvadratkilometer.. Det finns inga samhällen i närheten.
Trakten runt Cypress Hills Interprovincial Park består i huvudsak av gräsmarker.